# The Flying Opera
The Flying Opera — Around The World In Twenty Days — первый концертный альбом немецкой пауэр-метал-группы Avantasia, выпущенный 18 марта 2011 года. Он был записан в 2008 году во время первого мирового турне Avantasia в поддержку альбома The Scarecrow.

## Список композиций

### DVD 1 — The Live Show (записано наWacken Open Airи Masters of Rock)
1. Twisted Mind
2. The Scarecrow
3. Another Angel Down
4. Prelude/ Reach out for the Light
5. Inside
6. No Return
7. The Story Ain‘t Over
8. Shelter From the Rain
9. Lost in Space
10. I Don‘t Believe in Your Love
11. Avantasia
12. Serpents in Paradise
13. Promised Land
14. The Toy Master
15. Farewell
16. Sign of the Cross / The Seven Angels (Medley)

### DVD 2 — Around The World In 20 Days — The Movie
• Documentary (Around The World In 20 Days — The Movie

• Lost In Space (video clip)

• Carry Me Over (video clip)

• Carry Me Over (Making of the video clip)

• Dying For An Angel (video clip)

### CD 1
1. Twisted Mind
2. The Scarecrow
3. Another Angel Down
4. Prelude
5. Reach Out For The Light
6. Inside
7. No Return
8. The Story Ain’t Over
9. Shelter From The Rain
10. Lost In Space

### CD 2
1. I Don’t Believe In Your Love
2. Avantasia
3. Serpents in Paradise
4. Promised Land
5. The Toy Master
6. Farewell
7. Sign Of The Cross/The Seven Angels (Medley)

## Участники записи
- Тобиас Заммет — вокал
- Саша Паэт — гитара
- Оливер Хартманн — гитара, бэк-вокал (вокал на треке 10)
- Роберт Хэнке — бас-гитара, бэк-вокал
- Михаэль Роденберг — клавишные, бэк-вокал
- Феликс Бонке — ударные
- Аманда Сомервилль — бэк-вокал (вокал на треке 15)
- Клауди Йанг — бэк-вокал

Tour Guests:
- Йорн Ланде — вокал на треках 02, 03, 12, 13 и 16
- Андрэ Матос — вокал на треках 04, 05, 06, 08 и 16
- Боб Кэтли — вокал на треках 07, 08 и 16
- Кай Хансен — вокал на треках 14, 16
- Хеньо Рихтер — гитара на треке 14